# 나하공항역
나하공항역(일본어: 那覇空港駅, なはくうこうえき)은 일본 오키나와현 나하시에 있는 모노레일 철도역이며, 일본 최서단의 철도 역사이다.

## 타는 곳
평소는 1번 승강장만을 사용하며 아침 저녁 때는 2번 승강장도 사용한다.
| 1・2 | ■ 오키나와 모노레일 | 쓰보가와・현청앞・슈리・데다코우라니시 방면 |

## 역세권 정보
- 나하 공항
- 국도 332호선

## 역사
- 2003년 8월 10일: 영업 개시.

## 인접역
| 오키나와 도시 모노레일 선 | 오키나와 도시 모노레일 선 | 오키나와 도시 모노레일 선    |
| ------------------------- | ------------------------- | ---------------------------- |
| (시종점역)                |                           | 아카미네 데다코우라니시 방면 |